# 7,5 cm FK 16 nA
Il 7,5 cm Feld Kanone 16 neuer Art (FK 16 nA) è stato un cannone campale in calibro 75 mm, derivato dal precedente 7,7 cm FK 16 del 1896.
Nel tardo XIX secolo l'esercito tedesco scelse per i suoi nuovi cannoni a tiro rapido questo calibro inconsueto, e per un motivo molto semplice. Il 77mm era infatti leggermente maggiore di quello delle altre nazioni, come il 76,2mm russo e il 75mm francese, così da poter riutilizzare le munizioni catturate al nemico in caso di guerra, mentre avrebbe impedito il contrario.
Dopo la prima guerra mondiale l'esercito tedesco venne lasciato senza quasi armamenti, e dovette arrangiarsi con l'artiglieria leggera superstite del periodo bellico. Queste vennero ammodernate col calibro da 75mm, ed immesse in servizio nel 1934. Venne così sviluppato il "na FK 16".